# Premio Literario Australia-Asia
El Premio Literario Australia-Asia (PLAA) fue una iniciativa del Departamento de Cultura y Artes del Gobierno de Australia Occidental. Fue el premio literario más rico de Australia, con un galardón de 110.000 dólares australianos. El premio se dio en 2007 y el ganador se anunció en noviembre de 2008, a partir de las entradas publicadas en 2007. En 2010 se anunció que el premio se suspendería y los recursos se fusionarían con los Western Australian Premier’s Book Awards. El 15 de febrero de 2010, estos comenzaron a aceptar libros publicados en 2008 y 2009 para el de 2010.

## 2008
El ganador es anunciado en noviembre de 2008 por libros publicados en 2007. 
Ganador
- David Malouf, Las historias completas [5]

Lista corta
- Michelle de Kretser, El perro perdido
- Mohsin Hamid, el fundamentalista reacio
- David Malouf, Las historias completas
- Ceridwen Dovey, pariente de sangre
- Hospital Janette Turner, Orfeo perdido